# ناقوس‌هایی از ژرفا
ناقوس‌هایی از ژرفا (انگلیسی: Bells from the Deep) فیلمی در ژانر مستند به کارگردانی ورنر هرتسوک است که در سال ۱۹۹۳ منتشر شد. این فیلم به بررسی عرفان روسی می‌پردازد.